# غراهام أفيري
غراهام أفيري (بالإنجليزية: Graham Avery) هو دراج نيوزيلندي، ولد في 9 سبتمبر 1929 في Point Chevalier ‏ في نيوزيلندا، وتوفي في 14 مارس 2015 في بوكيكو ‏ في نيوزيلندا.